# Latvijas Radio 5
Latvijas Radio 5 - Pieci.lv es parte de la red de radiodifusión Latvijas Radio con sede en Riga, Letonia. Pieci.lv es un servicio público de radiodifusión para jóvenes, que combina subcultura, diferentes estilos de vida y líderes de opinión. Actualmente, la red consta de nueve frecuencias de radio en FM, así como de emisión por Internet.
El 15 de marzo de 2015, Pieci.lv compitió en el primer Campeonato Europeo de Radio que se celebró en Milán. En el Campeonato, la estación estuvo representada por Toms Grēviņš y Marta Līne.

## Historia
La emisora inició emisiones el 14 de julio de 2013 con la emisión de Pieci Koncerti, reproduciendo grabaciones exclusivas en directo del Festival Positivus en Salacgrīva.
Al principio Latvijas Radio 5 transmitía por Internet. Sin embargo, a partir de 31 de marzo del 2014, la emisora empezó a emitir a través de la frecuencia 93.1 FM para Riga, y posteriormente fue ampliando su presencia en FM por diferentes puntos del país.
El 15 de enero del 2015 se estrenó Latvijas Top 40, presentado por Artis Volfs, recopilando datos de reproducción semanal de las estaciones de radio más populares en Letonia (European Hit Radio, Radio SWH, Star FM y Capital FM), así como las canciones más escuchadas en Spotify, Deezer y el servicio de transmisión de música letona Draugiem.lv.

## Frecuencias
| Ciudad     | Frecuencia |
| ---------- | ---------- |
| Riga       | 93.1 FM    |
| Liepāja    | 102.1 FM   |
| Ventspils  | 96.5 FM    |
| Valmiera   | 89.5 FM    |
| Daugavpils | 104.0 FM   |
| Rēzekne    | 103.8 FM   |
| Limbaži    | 100.5 FM   |
| Saldus     | 102.4 FM   |
| Kuldīga    | 91.3 FM    |
| Evarži     | 102.4 FM   |